# Maledizione della conoscenza
La maledizione della conoscenza (in inglese Curse of knowledge) è un bias cognitivo che si verifica quando un individuo, che sta comunicando con altri, dà per scontato che le altre persone abbiano il suo stesso background e le sue stesse conoscenze. Questo pregiudizio è anche chiamato da alcuni autori "Curse of expertise"
Ad esempio, in un contesto scolastico, gli insegnanti possono avere difficoltà se non riescono a mettersi nei panni dello studente. Un professore esperto potrebbe non ricordare più le difficoltà che incontra un giovane studente quando impara una nuova materia per la prima volta. La maledizione della conoscenza spiega anche i rischi che si corrono quando si valutano i metodi di apprendimento degli studenti in base a ciò che sembra meglio dalla prospettiva di chi insegna, in contrasto con ciò che è stato verificato direttamente con i reali discenti.

## Storia del concetto
Il termine "maledizione della conoscenza" è stato coniato in un articolo del Journal of Political Economy del 1989 dagli economisti Colin Camerer, George Loewenstein e Martin Weber. Lo scopo della loro ricerca era quello di contrastare le "comuni assunzioni in tali analisi (economiche) sul fatto che agenti meglio informati possono anticipare con precisione il giudizio di agenti meno informati".
Tale ricerca attinge dal lavoro di Baruch Fischhoff nel 1975 sul "pregiudizio del senno di poi", un bias cognitivo secondo cui conoscere a posteriori l'esito di un determinato evento lo fa sembrare più prevedibile di quanto possa effettivamente essere stato.

## Prove sperimentali
Un esperimento del 1990 condotto da una studentessa laureata della Stanford University, Elizabeth Newton, ha illustrato la maledizione della conoscenza nei risultati di un compito semplice. A un gruppo di soggetti venne chiesto di tamburellare con le dita canzoni ben note, mentre un altro gruppo doveva cercare di riconoscere le stesse melodie. Quando a chi batteva con le dita veniva chiesto di prevedere quante delle canzoni sarebbero state riconosciute dagli ascoltatori, c'era una costante sovrastima. La maledizione della conoscenza emerge in questo contesto poiché chi batteva con le dita aveva una tale familiarità con ciò che stava tamburellando che presumeva che gli ascoltatori avrebbero riconosciuto facilmente la melodia.

## Applicazioni

### Marketing
Gli economisti Camerer, Loewenstein e Weber hanno applicato per primi il fenomeno della maledizione della conoscenza all'economia, per spiegare come mai non sia scontato che agenti meglio informati possano anticipare con precisione i giudizi di agenti meno informati; hanno anche cercato di sostenere la conclusione secondo cui gli agenti di vendita meglio informati sui loro prodotti possono, in effetti, trovarsi in una posizione di svantaggio rispetto ad altri agenti meno informati quando vendono i loro prodotti. Una delle possibili spiegazioni è che gli agenti meglio informati non riescono a ignorare la conoscenza privilegiata che possiedono e sono quindi "maledetti" e incapaci di vendere i loro prodotti a un valore che agenti più ingenui riterrebbero accettabile.

### Formazione scolastica
È stato anche suggerito che la maledizione della conoscenza potrebbe contribuire alla difficoltà di insegnare e trasferire conoscenza. La maledizione della conoscenza significa che potrebbe essere potenzialmente inefficace, se non dannoso, misurare come gli studenti vedono e apprendono il materiale sfruttando il solo punto di vista dell'insegnante, in contrasto con la reale esperienza degli studenti. L'insegnante ha già le conoscenze che sta cercando di impartire, ma, a causa di ciò, il modo in cui vengono trasmessi gli insegnamenti potrebbe non essere il migliore per coloro che non possiedono già le stesse conoscenze.
La maledizione dell'esperienza può essere controproducente per gli studenti che acquisiscono nuove competenze. Questo è importante perché le previsioni degli esperti possono influenzare l'equità educativa e la formazione così come lo sviluppo personale dei giovani, per non parlare dell'assegnazione di tempo e risorse alla ricerca scientifica e alle decisioni progettuali cruciali. Gli insegnanti efficaci devono prevedere i problemi e le idee sbagliate che i discenti dovranno affrontare quando apprendono una nuova abilità complessa o acquisiscono un concetto non familiare. Ciò dovrebbe comprendere anche il riconoscimento da parte degli insegnanti dei punti ciechi propri o reciproci.
Steven Pinker, uno scienziato cognitivo e psicologo americano nato in Canada, ha elencato diversi problemi con il modo in cui l'inglese viene utilizzato in contesti accademici:
- linguaggio astratto non correlato alla realtà;
- transizioni maldestre tra argomenti correlati;
- interpretazioni inesatte di fonti esterne;
- uso di luoghi comuni e slogan il cui vero significato è oscuro;
- creazione di "sostantivi zombie", da verbi o aggettivi (es. “verbo+izzazione”);
- "copertura" compulsiva, attraverso un uso eccessivo di espressioni come "in qualche modo", "relativamente" e "in una certa misura".

### Programmazione informatica
La maledizione può anche presentarsi nella programmazione di codice. Il programmatore può produrre codice solo apparentemente comprensibile, ad esempio mettendo pochi commenti. Questo può avvenire perché nel momento in cui si scrive tutto sembra ovvio: ma pochi mesi dopo altri sviluppatori dello stesso progetto o anche lo stesso autore potrebbero non avere idea del perché un certo codice sia stato aggiunto e di come funzioni. La progettazione delle interfacce utente è un altro esempio nell'industria del software, in cui gli ingegneri del software (che hanno una profonda conoscenza del contesto per cui è scritto il software) creano interfacce utente che essi stessi possono comprendere e utilizzare, ma che gli utenti finali - che non possiedono lo stesso livello di conoscenza - trovano difficili da usare e navigare. Questo problema è diventato così diffuso nella progettazione del software che il mantra "You are not the user", traducibile come "Tu non sei l'utente" è diventato onnipresente tra gli specialisti di User Experience per ricordare ai professionisti che le loro conoscenze e intuizioni non sempre corrispondono a quelle degli utenti finali per i quali stanno progettando.